# زنون لیچنرسکی
زنون لیچنرسکی (انگلیسی: Zenon Licznerski؛ زادهٔ ۲۷ نوامبر ۱۹۵۴) ورزشکار دو و میدانی اهل لهستان است.
وی در مسابقات کشوری و بین‌المللی در مجموع برندهٔ ۲ مدال طلا، ۱ مدال نقره شده‌است.